# Allan Clarke (cantor)
Harold Allan Clarke (Salford, Lancashire, 5 de abril de 1942) é um cantor pop rock inglês, que foi um dos membros fundadores e o vocalista original dos Hollies. Ele alcançou sucessos internacionais com o grupo e é creditado como co-autor de várias de suas canções mais conhecidas, incluindo "On a Carousel", "Carrie Anne", "Jennifer Eccles" e "Long Cool Woman in a Black Dress". Ele se aposentou em 1999, mas voltou à indústria musical em 2019. Clarke foi incluído no Rock and Roll Hall of Fame em 2010.

## Carreira
Harold Allan Clarke e seu amigo de infância Graham Nash começaram a cantar juntos em Manchester enquanto ainda estavam na escola. Eles formaram os Hollies em dezembro de 1962 com Vic Steele (guitarra solo) e Eric Haydock (guitarra baixo). Em abril de 1963, eles adicionaram Tony Hicks (substituindo Steele na guitarra solo) e Bobby Elliott (substituindo Don Rathbone na bateria). Em 1966, Bernie Calvert substituiu Haydock como baixista. Clarke era o vocalista original dos Hollies, mas também tocava guitarra e gaita ocasionalmente. No Reino Unido, eles desfrutaram de 30 singles nas paradas, além de mais duas entradas nas paradas com relançamentos, 17 dos quais entraram no Top 10, com dois - "I'm Alive" (1965) e "He Ain't Heavy, He's My Brother" (Reedição de 1988) - alcançando o primeiro lugar.
Nas paradas americanas, eles alcançaram 23 singles nas paradas, seis dos quais alcançaram o Top 10. Muitas das canções do grupo foram co-escritas por Clarke, geralmente com Nash e Hicks, até a saída de Nash no final de 1968. Eles inicialmente usaram o pseudônimo "L. Ransford" para seus créditos de composição, então 'Clarke-Nash-Hicks' de meados de 1966 em diante. Em 1966, Clarke, junto com vários colegas de banda de Hollies, ajudou na gravação dos Everly Brothers de seu álbum Two Yanks in England, que apresentava versões cover de Everly de canções de Hollies, co-escritas por Clarke.
Clarke-Nash-Hicks compôs os álbuns de Hollies For Certain because (1966), Evolution (1967) e Butterfly (1967). Sua compilação de singles de sucesso The Hollies 'Greatest Hits liderou a parada de álbuns do Reino Unido em agosto de 1968.
Depois de 1967, Clarke começou a escrever canções solo sob a bandeira da equipe, notavelmente: "Lullaby To Tim" (dedicada a seu filho, embora cantada por Nash), "Heading for a Fall", "Water on the Brain" e "Would You Acreditam?". Além de toda a equipe de compositores, Clarke também escreveu canções com Nash, como "Try It", "Wishyouawish" (1967), "Tomorrow When it Comes", "Jennifer Eccles" e "Wings" (1968). Clarke assumiu mais o perfil de uma figura de proa como líder dos Hollies após a saída de Graham Nash do grupo em dezembro de 1968. Clarke foi o único vocalista do Hollies Sing Dylan (um álbum nº 3 do Reino Unido no início de 1969).
Clarke tem o crédito exclusivo de canções, incluindo "My Life Is Over With You", "Goodbye Tomorrow", "Not That Way at All", "Marigold" (1969), "Mad Professor Blyth", "Separated" (1970), "Row the Boat Together" e "Hold On"(1971).
Além disso, Clarke ajudou o substituto de Nash, Terry Sylvester, a se desenvolver como compositor,  juntando-se a ele para escrever uma série de canções, incluindo "Gloria Swansong", "Look at Life" (1969), "I Wanna Shout", "Man Without a Heart" e "Perfect Lady Housewife" (1970).

### Partida e retorno para Hollies
Desejoso de lançar uma carreira solo devido ao sucesso de Nash em Crosby, Stills & Nash, Clarke deixou o grupo em 1971. Ele foi substituído pelo cantor sueco Mikael Rickfors, que anteriormente trabalhava com Bamboo. Clarke lançou dois álbuns solo: My Real Name Is 'Arold (Epic, 1972) e Headroom (EMI, 1973).
Depois que Clarke deixou os Hollies, "Long Cool Woman in a Black Dress", uma canção de seu álbum Distant Light de 1971, que ele co-escreveu com os compositores Roger Cook e Roger Greenaway, e na qual Clarke cantou e tocou guitarra, tornou-se um hit internacional, alcançando o segundo lugar nos Estados Unidos (seu single de maior sucesso lá) e o número 32 no UK Singles Chart. No entanto, os Hollies viajaram com o substituto de Nash, Sylvester, que assumiu o vocal principal na performance do single, em vez de Clarke. Rickfors deixou o grupo e Clarke voltou a se juntar a eles em julho de 1973. Seu primeiro single com ele de volta foi outra de suas canções, "The Day that Curly Billy Shot Down Crazy Sam McGee", um Top 40 do Reino Unido hit naquele outono.
Clarke continuou a gravar e lançar álbuns solo enquanto permanecia com os Hollies, embora sua carreira solo não tenha alcançado muito sucesso em álbuns ou single. Ele lançou seu terceiro álbum homônimo em 1974. Seu próximo álbum foi I've Got Time (1976). Ele também executou os vocais principais em "Breakdown" do The Alan Parsons Project, de seu álbum de 1977, I Robot. Ele deixou The Hollies brevemente pela segunda vez em março de 1978 e fez I Wasn't Born Yesterday (1978), um álbum de material original escrito em sua maioria pelo cantor e compositor Gary Benson. Ele rendeu um hit nas paradas americanas em "(I Will Be Your) Shadow in the Street". Ele voltou ao grupo em agosto. Os álbuns solo subsequentes incluíram Legendary Heroes (1980), outro conjunto em grande parte original, com seu título no Reino Unido e a ordem de execução da faixa alterada para The Only One . Ele seguiu com uma compilação Best of ... (Aura, 1981). Seu último álbum solo do século passado foi Reasons to Believe (1990), lançado na Alemanha pela Polydor Records, que ainda não foi lançado nos Estados Unidos e Reino Unido.
Entre 1974 e 1978, Clarke compôs a maioria das canções originais que os Hollies gravaram em uma série de álbuns de estúdio com Tony Hicks e Terry Sylvester.
Em 1982, Clarke lançou um raro single não-álbum, "Someone Else Will" c / w "Castles in the Wind" pela Forever Records; no entanto, a música falhou nas paradas. Clarke gravou versões cover de "Born to Run", "Blinded by the Light" e "If I Were the Priest" de Bruce Springsteen. Nesse período, Clarke também usou material de Lindsey Buckingham, Janis Ian, Gavin Sutherland e Randy Newman.
1993 viu o último sucesso de Clarke nas paradas com os Hollies, com o single "The Woman I Love", lançado por Nik Kershaw, que ficou em 42º lugar no Reino Unido.
Em 1996, Clarke, com os Hollies e Graham Nash, contribuiu com a harmonia e os vocais de apoio para uma nova versão de "Peggy Sue Got Married", com os vocais principais de Buddy Holly, que foi creditado como 'Buddy Holly and The Hollies'. Ele apareceu no álbum tributo Not Fade Away.

## Aposentadoria temporária
Devido em parte a problemas médicos contínuos com suas cordas vocais, Clarke se aposentou da indústria musical em 1999 para cuidar de sua esposa, que recebeu um segundo diagnóstico de câncer. Clarke foi substituído na banda por Carl Wayne, ex-vocalista do Move. Wayne morreu em 2004. Os Hollies continuam em turnê e gravando hoje com Peter Howarth como vocalista.
Em 15 de março de 2010, Clarke, com os outros membros do Hollies Graham Nash, Tony Hicks, Eric Haydock, Bobby Elliott, Terry Sylvester e Bernie Calvert, foi incluído no Rock and Roll Hall of Fame. Em 2011, Clarke fez uma aparição surpresa em um show de Crosby &amp; Nash no Royal Albert Hall, onde os dois ex-Hollies tocaram "Bus Stop".
Tendo aparecido na gaita para a banda de Carla Olson The Textones em 2018, Clarke fez um retorno à sua carreira solo em 2019 com um novo álbum, Resurgence, no BMG.

## Vida pessoal
Clarke se casou com Jennifer Bowstead em 24 de março de 1964 em Coventry. Eles têm três filhos - Timothy (n. 1966), Toby (n. 1969) e Piper (n. 1972). O título da música dos Hollies, "Jennifer Eccles", era uma combinação dos nomes da esposa de Clarke e da então esposa de Graham Nash, Rose Eccles.

## Discografia

### Álbuns solo
- Meu nome verdadeiro é 'Arold (1972)
- Altura livre (1973)
- Allan Clarke (1974)
- I've Got Time (1976)
- Eu não nasci ontem (1978)
- O Único (também conhecido como Legendary Heroes ) (1979)
- Razões para acreditar (1990)
- Ressurgimento (2019)

### Aparências
- 1977: I Robot - The Alan Parsons Project - vocais principais em "Breakdown"
- 1999: Retratos de Bob Dylan - Steve Howe - vocal principal em " Don't Think Twice, It's All Right "